# Felosa-das-oliveiras
Felosa-das-oliveiras (nome científico: Hippolais olivetorum) é uma espécie de ave passeriforme da família Acrocephalidae. É uma ave migratória que se reproduz na Europa e inverna na África Oriental e Austral, do sul do Quênia à África do Sul.